# Hrvatski rukometni kup za žene 2003./04.
Hrvatski rukometni kup za žene za sezonu 2003./04. je dvanaesti put zaredom osvojila Podravka Vegeta iz Koprivnice.

## Rezultati

### Osmina završnice
| klub1                                         | rez.  | klub2                         |
| --------------------------------------------- | ----- | ----------------------------- |
| Arena Pula                                    | 29:42 | Podravka Vegeta Koprivnica    |
| Podravka Lino Koprivnica                      | 24:38 | Sonic Osijek                  |
| Zamet Croatia osiguranje                      | 19:34 | Lokomotiva Zagreb             |
| Metković                                      | 21:31 | Trešnjevka Zagreb             |
| Sesvete                                       | 32:33 | TVIN Trgocentar Virovitica    |
| Brodosplit Inženjering Vranjic                | 31:32 | Split Kaltenberg              |
| Koka Varaždin                                 | 31:26 | Slavonijatrans Slavonski Brod |
| Požega                                        | ↓1    | Hrvatski dragovoljac Zagreb   |
|                                               |       |                               |
| ↑1 Hrvatski dragovoljac odustao od natjecanja |       |                               |

### Četvrtzavršnica
| klub1                     | rez.  | klub2                      |
| ------------------------- | ----- | -------------------------- |
| Lokomotiva Zagreb         | 25:23 | Trešnjevka Zagreb          |
| Požega                    | 20:29 | Koka Varaždin              |
| Split Kaltenberg          | 40:41 | Podravka Vegeta Korivnica  |
| Osijek Croatia osiguranje | 31:33 | TVIN Trgocentar Virovitica |

### Završni turnir
Igrano u Virovitici.
| klub1                      | rez.          | klub2                      |
| poluzavršnica              | poluzavršnica | poluzavršnica              |
| -------------------------- | ------------- | -------------------------- |
| Podravka Vegeta Korivnica  | 22:21         | Lokomotiva Zagreb          |
| TVIN Trgocentar Virovitica | 36:27         | Koka Varaždin              |
|                            |               |                            |
| za pobjednika              |               |                            |
| Podravka Vegeta Korivnica  | 42:41         | TVIN Trgocentar Virovitica |

## Poveznice
- 1. HRL za žene 2003./04.
- 2. HRL za žene 2003./04.